# Zatsu Tabi
Zatsu Tabi (jap. ざつ旅-That's Journey-) ist eine Manga-Serie von Kenta Ishizaka, die seit 2019 in Japan erscheint. 2025 kam eine Adaption als Anime-Fernsehserie heraus. Die Geschichte dreht sich um eine junge Mangaka und deren Freundinnen, die Reisen quer durch Japan unternehmen.

## Inhalt
Die angehende Mangaka Chika Suzugamori (鈴ヶ森 ちか) hat einen Nachwuchspreis gewonnen und einen Verlag gefunden. Aber nun fällt es ihr schwer, mit ihren Ideen bei ihrer Redakteurin angenommen zu werden. Um auf andere Ideen zu kommen und Inspirationen zu erhalten, macht sie sich vom Preisgeld spontan auf eine Kurzreise nach Aizu. Dabei entdeckt sie die Freude, neue Gegenden kennenzulernen und dies mit ihren Freunden und auf Sozialen Medien zu teilen – dort holt sie sich von nun an auch Anregungen für weitere Reisen. Sie beginnt, immer wieder in verschiedene Regionen Japans zu reisen und die dortigen Sehenswürdigkeiten zu besuchen oder die lokale Küche zu probieren. Dabei lässt sie sich nun auch meist von Freundinnen begleiten. So kommt als erstes ihre lebhafte Kommillitonin mit, dann eine jüngere Freundin, die noch zur Schule geht. Auch Chikas Vorbild und Mangaka, für die sie gelegentlich arbeitet, Fuyune Kōjiya (糀谷 冬音), begleitet sie zu Reisen. Dabei nimmt Fuyune schließlich ihre Kollegin Riri Tenkūbashi (天空橋 りり) mit. Die ruhige Mangaka, die auf den Reisen gern lokalen Alkohol probiert, wird so auch zu einer neuen Auftraggeberin für Chika, die damit weitere Arbeit als Assistentin findet. Die Reisen geben Chika Inspiration und neue Erfahrungen, sodass sie auch beruflich weiterkommt und nach einiger Zeit auch Beiträge und Geschichten von ihr veröffentlicht werden.

## Veröffentlichung
Der Manga erscheint seit März 2019 online sowie seit Maii 2019 gedruckt im Magazin Dengeki Maoh vom Verlag Kadokawa Shoten und dessen Tochter ASCII Media Works. Diese bringt die Kapitel seit September 2019 gesammelt in bisher 13 Bänden heraus. Eine englische Fassung erscheint bei BookWalker. Im Oktober 2023 startete im Dengeki Maoh eine Ablegerserie vom gleichen Autor mit Zeichnungen von Meidosuki. Zu dieser erschien bisher ein Sammelband.
Beim Studio Makaria entstand eine Adaption als Anime-Fernsehserie, die im Mai 2023 erstmals angekündigt wurde. Regie führte Masaharu Watanabe und die Drehbücher schrieb Yoshiko Nakamura. Das Charakterdesign stammt von rere und die künstlerische Leitung lag bei Kana Arai. Die 3D-Animationen leitete Hiroaki Yanagisawa und für die Kameraführung war Ayumi Itakura verantwortlich. Die Tonregie führte Yayoi Tateishi. Produzent war Yuichi Tada. Die zwölf Folgen wurden vom 7. April bis 23. Juni 2025 AT-X, Tokyo MX, BS11 und diversen Regionalsendern in Japan ausgestrahlt. Parallel dazu wurde die Serie international von Crunchyroll per Streaming veröffentlicht, unter anderem mit deutschen und englischen Untertiteln.

### Synchronisation
| Rolle            | japanische Stimme (Seiyū) |
| ---------------- | ------------------------- |
| Chika Suzugamori | Hika Tsukishiro           |
| Yui Unoki        | Sae Hiratsuka             |
| Fuyune Kōjiya    | Satomi Satō               |
| Koyomi Hasunuma  | Sayumi Suzushiro          |
| Riri Tenkūbashi  | Yōko Hikasa               |
| Yoshimoto        | Yū Kobayashi              |

### Musik
Die Musik der Serie wurde komponiert von Yoshiaki Fujisawa. Das Vorspannlied ist Tabi Shiyo! don't you? (旅しよ! don't you?) von harmoe und der Abspann ist unterlegt mit dem Lied Bookmarks von Sizuk.